# Dieter Schubert (Fußballspieler)
Dieter Schubert (* 1. Mai 1951) war Fußballspieler in der DDR-Oberliga. Dort spielte er für die Betriebssportgemeinschaft (BSG) des Zwickauer Autowerkes Sachsenring Zwickau. Mit dieser Mannschaft gewann er 1975 den DDR-Fußballpokal.

## Sportliche Laufbahn
Schuberts kurze Karriere in der DDR-Oberliga begann mit dem Spiel Wismut Aue – BSG Sachsenring Zwickau (1:1) am 14. April 1973. Der knapp 23-Jährige  kam in der Begegnung des 16. Spieltages der Saison 1972/73, bei der gleich drei Stammspieler zu ersetzen waren, als linker Verteidiger (lt. Fußballwoche, rechter Mittelfeldspieler lt. Deutsches Sportecho) in die Mannschaft. Während dieser Saison kam Schubert noch ein weiteres Mal am 20. Spieltag in der Oberliga zum Einsatz, diesmal als rechter Angreifer. Auch in der Hinrunde der Spielzeit 1973/74 kam er nicht über die Rolle eines Reservespielers hinaus und wurde nur viermal eingesetzt. Erst als in der Rückrunde Peter Henschel und Dieter Leuschner für längere Zeit ausfielen, kam Schubert vom 18. bis zum 26. und letzten Saisonspieltag regelmäßig zum Einsatz und spielte in der Regel in der Verteidigungsreihe. Während der Saison 1974/75 fiel er wieder in die Rolle des Ersatzspielers zurück und absolvierte nur sechs der 26 ausgetragenen Oberligapunktspiele.
1975 erreichte Sachsenring zum vierten Mal in seiner Geschichte das Endspiel um den DDR-Fußballpokal. In den vorausgegangenen sieben Pokalspielen war Schubert nur einmal im Rückspiel des Viertelfinales bei Vorwärts Stralsund (4:2-Sieg) als linker Verteidiger eingesetzt worden. Auch im Finale gegen Dynamo Dresden saß Schubert zunächst auf der Reservebank, wurde aber in der 74. Minute für den Mittelfeldspieler Peter Henschel eingewechselt. Nach einem 4:3-Sieg im Elfmeterschießen gewannen die Zwickauer als Außenseiter überraschend zum dritten Mal den FDGB-Pokal. Für Schubert war es der größte Erfolg in seiner Laufbahn als Fußballspieler. In den folgenden Spielen der Zwickauer im Europapokal kam Schubert nicht zum Einsatz.
Auch in den nächsten Jahren musste Schubert mit der Reservistenrolle begnügen. In den Spielzeiten von 1975/76 bis 1977/78 absolvierte er lediglich fünf Spiele in der Oberliga. Sein letztes Oberligaspiel bestritt er am 4. März 1978. In der Begegnung Sachsenring – Wismut Aue (16. Spieltag, 0:0) wurde er in der 76. Minute für den Mittelfeldspieler Hans-Uwe Pilz eingewechselt. Damit Ende nach 26 Einsätzen ohne Torerfolg Schuberts Laufbahn in der DDR-Oberliga.